# Johann Lorenz Crollius
Johann Lorenz Crollius (auch Johann Lorenz Croll oder Lorenz Kroll; * 6. März 1641 in Rotenburg an der Fulda; † 27. September 1709 in Marburg) war ein reformierter Theologe, Philosoph und Hochschullehrer. 

## Leben
Crollius war Sohn des Stiftsdekans und Hofpredigers des Fürsten Hermann zu Hessen-Rotenburg Johannes Crollius (* 1599; † 1662). Er absolvierte das Gymnasium von Hersfeld, bevor er 1660 zum Studium der Theologie an die Universität Marburg kam. 1662/1663 wechselte er an die Hochschule Bremen, an der Gerhard Meier sein Hauptlehrer im Fach Theologie war. 1667 kehrte er aus gesundheitlichen Gründen an die Marburger Universität zurück, an der er bei Sebastian Curtius, Heinrich Duysing (1628–1691) und Reinhold Pauli studierte. 1668 erhielt er die Stelle als Informator des Justus Hermann Vultejus beim hessischen Kanzlers Johannes Vultejus. Justus Hermann Vultejus begleitete er an die Universität Jena.
Crollius folgte 1674 einem Ruf als Professor der Eloquenz an die Hohe Schule Herborn. Dort wirkte er ab dem 12. Oktober 1674 bis zu seinem Weggang auch als Pädagogiarch. 1676 bekam er außerdem die Professur der praktischen Philosophie übertragen. Im Jahr 1681 trat er eine Stelle als Professor der Philosophie und der Griechischen Sprache an der Universität Heidelberg an. Im selben Jahr wurde er in Heidelberg zum Magister graduiert sowie erster Lehrer am Collegium Sapientiae. Seine Promotion zum Doktor der Theologie erfolgte im November 1686. In den akademischen Jahren 1686/1687 und 1692/1693 war er Prorektor der Universität, 1790 Dekan der Philosophischen Fakultät. Am 21. Februar 1692 wechselte er als ordentlicher Professor an die Theologische Fakultät, bevor er 1693 vor den französischen Truppen aus Heidelberg fliehen musste.
Crollius nahm im August 1693 einen Ruf als vierter ordentlicher Professor der Theologie sowie als Pädagogiarch nach Marburg an. Dort stieg er am 21. März 1699 zum dritten ordentlichen Professor der Theologie auf. In den Jahren 1696, 1700, 1703, 1707 und 1709 leitete er als Dekan die Theologische Fakultät und 1699 als Rektor die Marburger Universität.
Der Historiker Johann Philipp Crollius war sein Sohn, sein Enkel der Historiker Georg Christian Crollius.

## Werke (Auswahl)
- Disp. ordinaria qua in omni enunciatione simplici esse copulam ostenditu, Ammon, Heidelberg 1681.
- De Esu Carnium Humanarum Ejusque Moralitate, Ammon, Heidelberg 1682.
- Disp. theol. secunda theses quasdam celeberrimi Dn. Turretini ex loco I. de theologia ab animadversionibus viri cuiusdam clarissimi vindicans, Kürsner, Marburg 1697.